# Danmarks regeringer
Danmarks regeringer navngives efter regeringslederen, premierministeren (1848-1855), konseilspræsidenten (1855-1918) og statsministeren (fra 1918). 1848-1941 kaldtes de ministerier, mens de siden 1942 betegnes regeringer.
Når regeringerne benævnes med partibogstaver (Se kolonnen Kaldenavn), er det i reglen statsministerpartiet, der nævnes først.

## Ministerier og regeringer
| Nr  | Regeringsnavn                        | Fra                | Parti(er) | Til                                   | Kaldenavn                           |
| --- | ------------------------------------ | ------------------ | --- | ------------------------------------- | ----------------------------------- |
| 1.  | Regeringen Moltke I                  | 22. marts 1848     | Konservativ-nationalliberal | 16. november 1848 (0 år og 239 dage)  | Martsministeriet                    |
| 2.  | Regeringen Moltke II                 | 16. november 1848  | Konservativ | 13. juli 1851 (2 år og 239 dage)      | Novemberministeriet                 |
| 3.  | Regeringen Moltke III                | 13. juli 1851      | Konservativ | 18. oktober 1851 (0 år og 97 dage)    | Juliministeriet                     |
| 4.  | Regeringen Moltke IV                 | 18. oktober 1851   | Konservativ | 27. januar 1852 (0 år og 101 dage)    | Oktoberministeriet                  |
| 5.  | Regeringen Bluhme I                  | 27. januar 1852    | | 21. april 1853 (1 år og 84 dage)      | Januarministeriet                   |
| 6.  | Regeringen Ørsted                    | 21. april 1853     | Konservativ | 12. december 1854 (1 år og 235 dage)  |                                     |
| 7.  | Regeringen Bang                      | 12. december 1854  | Nationalliberal | 18. oktober 1856 (1 år og 311 dage)   |                                     |
| 8.  | Regeringen Andræ                     | 18. oktober 1856   | Konservativ-nationalliberal | 13. maj 1857 (0 år og 207 dage)       |                                     |
| 9.  | Regeringen Hall I                    | 13. maj 1857       | nationalliberal | 2. december 1859 (2 år og 203 dage)   |                                     |
| 10. | Regeringen Rotwitt                   | 2. december 1859   | bondevenner | 24. februar 1860 (0 år og 84 dage)    |                                     |
| 11. | Regeringen Hall II                   | 24. februar 1860   | nationalliberal | 31. december 1863 (3 år og 310 dage)  |                                     |
| 12. | Regeringen Monrad                    | 31. december 1863  | | 11. juli 1864 (0 år og 193 dage)      | Millionen                           |
| 13. | Regeringen Bluhme II                 | 11. juli 1864      | Konservativ | 6. november 1865 (1 år og 118 dage)   |                                     |
| 14. | Regeringen Frijs                     | 6. november 1865   | | 28. maj 1870 (4 år og 203 dage)       |                                     |
| 15. | Regeringen Holstein-Holsteinborg     | 28. maj 1870       | Nationale Godsejere og nationalliberale | 14. juli 1874 (4 år og 47 dage)       |                                     |
| 16. | Regeringen Fonnesbech                | 14. juli 1874      | Nationale Godsejere og nationalliberale | 11. juni 1875 (0 år og 332 dage)      |                                     |
| 17. | Regeringen Estrup                    | 11. juni 1875      | Højre | 7. august 1894 (19 år og 57 dage)     |                                     |
| 18. | Regeringen Reedtz-Thott              | 7. august 1894     | Højre | 23. maj 1897 (2 år og 289 dage)       |                                     |
| 19. | Regeringen Hørring                   | 23. maj 1897       | Højre | 27. april 1900 (2 år og 339 dage)     |                                     |
| 20. | Regeringen Sehested                  | 27. april 1900     | Højre | 24. juli 1901 (1 år og 88 dage)       |                                     |
| 21. | Regeringen Deuntzer                  | 24. juli 1901      | Venstre | 14. januar 1905 (3 år og 174 dage)    |                                     |
| 22. | Regeringen Christensen l             | 14. januar 1905    | Venstre | 24. juli 1908 (3 år og 192 dage)      |                                     |
| 23. | Regeringen Christensen ll            | 24. juli 1908      | Venstre | 12. oktober 1908 (0 år og 80 dage)    |                                     |
| 24. | Regeringen Neergaard I               | 12. oktober 1908   | Venstre | 16. august 1909 (0 år og 308 dage)    |                                     |
| 25. | Regeringen Holstein-Ledreborg        | 16. august 1909    | Venstre | 28. oktober 1909 (0 år og 73 dage)    |                                     |
| 26. | Regeringen Zahle I                   | 28. oktober 1909   | Det Radikale Venstre | 5. juli 1910 (0 år og 250 dage)       |                                     |
| 27. | Regeringen Klaus Berntsen            | 5. juli 1910       | Venstre | 21. juni 1913 (2 år og 351 dage)      |                                     |
| 28. | Regeringen Zahle II                  | 21. juni 1913      | Det Radikale Venstre | 30. marts 1920 (6 år og 283 dage)     |                                     |
| 29. | Regeringen Otto Liebe                | 30. marts 1920     | forretningsministerium | 5. april 1920 (0 år og 6 dage)        |                                     |
| 30. | Regeringen M.P. Friis                | 5. april 1920      | forretningsministerium | 5. maj 1920 (0 år og 30 dage)         |                                     |
| 31. | Regeringen Neergaard II              | 5. maj 1920        | Venstre | 9. oktober 1922 (2 år og 157 dage)    |                                     |
| 32. | Regeringen Neergaard III             | 9. oktober 1922    | Venstre | 23. april 1924 (1 år og 197 dage)     |                                     |
| 33. | Regeringen Thorvald Stauning I       | 23. april 1924     | Socialdemokratiet | 14. december 1926 (2 år og 235 dage)  |                                     |
| 34. | Regeringen Madsen-Mygdal             | 14. december 1926  | Venstre | 30. april 1929 (2 år og 137 dage)     |                                     |
| 35. | Regeringen Thorvald Stauning II      | 30. april 1929     | Socialdemokratiet og Det Radikale Venstre | 4. november 1935 (6 år og 188 dage)   | Ministeriet Stauning-Munch          |
| 36. | Regeringen Thorvald Stauning III     | 4. november 1935   | Socialdemokratiet og Det Radikale Venstre | 15. september 1939 (3 år og 315 dage) |                                     |
| 37. | Regeringen Thorvald Stauning IV      | 15. september 1939 | Socialdemokratiet og Det Radikale Venstre | 10. april 1940 (0 år og 208 dage)     |                                     |
| 38. | Regeringen Thorvald Stauning V       | 10. april 1940     | Samlingsregering: Socialdemokratiet, Venstre, Det Konservative Folkeparti og Det Radikale Venstre | 8. juli 1940 (0 år og 89 dage)        |                                     |
| 39. | Regeringen Thorvald Stauning VI      | 8. juli 1940       | Samlingsregering: Socialdemokratiet, Venstre, Det Konservative Folkeparti og Det Radikale Venstre | 4. maj 1942 (1 år og 300 dage)        |                                     |
| 40. | Regeringen Vilhelm Buhl I            | 4. maj 1942        | Samlingsregering: Socialdemokratiet, Venstre, Det Konservative Folkeparti og Det Radikale Venstre | 9. november 1942 (0 år og 189 dage)   |                                     |
| 41. | Regeringen Scavenius                 | 9. november 1942   | Samlingsregering: Socialdemokratiet, Venstre, Det Konservative Folkeparti og Det Radikale Venstre (indgav sin afskedsbegæring 29. august 1943 - herefter Departementschefstyret)                                              | 5. maj 1945 (2 år og 177 dage)        |                                     |
| 42. | Regeringen Vilhelm Buhl II           | 5. maj 1945        | Samlingsregering: Socialdemokratiet, Venstre, Det Konservative Folkeparti, og Det Radikale Venstre samt modstandsgrupperne: Ringen, de Frie Danske (i udlandet), Danmarks Kommunistiske Parti, Dansk Samling og Frit Danmark. | 7. november 1945 (0 år og 186 dage)   | Befrielsesregeringen                |
| 43. | Regeringen Knud Kristensen           | 7. november 1945   | Venstre | 13. november 1947 (2 år og 6 dage)    |                                     |
| 44. | Regeringen Hans Hedtoft I            | 13. november 1947  | Socialdemokratiet | 16. september 1950 (2 år og 307 dage) |                                     |
| 45. | Regeringen Hans Hedtoft II           | 16. september 1950 | Socialdemokratiet | 30. oktober 1950 (0 år og 44 dage)    |                                     |
| 46. | Regeringen Erik Eriksen              | 30. oktober 1950   | Venstre, Det Konservative Folkeparti | 30. september 1953 (2 år og 335 dage) |                                     |
| 47. | Regeringen Hans Hedtoft III          | 30. september 1953 | Socialdemokratiet | 1. februar 1955 (1 år og 124 dage)    |                                     |
| 48. | Regeringen H.C. Hansen I             | 1. februar 1955    | Socialdemokratiet | 28. maj 1957 (2 år og 116 dage)       |                                     |
| 49. | Regeringen H.C. Hansen II            | 28. maj 1957       | Socialdemokratiet, Det Radikale Venstre, Danmarks Retsforbund | 21. februar 1960 (2 år og 269 dage)   | Trekantregeringen                   |
| 50. | Regeringen Viggo Kampmann I          | 21. februar 1960   | Socialdemokratiet, Det Radikale Venstre, Danmarks Retsforbund | 18. november 1960 (0 år og 271 dage)  |                                     |
| 51. | Regeringen Viggo Kampmann II         | 18. november 1960  | Socialdemokratiet, Det Radikale Venstre | 3. september 1962 (1 år og 289 dage)  |                                     |
| 52. | Regeringen Jens Otto Krag I          | 3. september 1962  | Socialdemokratiet, Det Radikale Venstre | 29. juni 1964 (1 år og 300 dage)      |                                     |
| 53. | Regeringen Jens Otto Krag II         | 29. september 1964 | Socialdemokratiet | 2. februar 1968 (3 år og 218 dage)    |                                     |
| 54. | Regeringen Hilmar Baunsgaard         | 2. februar 1968    | Det Radikale Venstre, Det Konservative Folkeparti, Venstre | 11. oktober 1971 (3 år og 251 dage)   | VKR-regeringen                      |
| 55. | Regeringen Jens Otto Krag III        | 11. oktober 1971   | Socialdemokratiet | 5. oktober 1972 (0 år og 360 dage)    |                                     |
| 56. | Regeringen Anker Jørgensen I         | 5. oktober 1972    | Socialdemokratiet | 19. december 1973 (1 år og 75 dage)   |                                     |
| 57. | Regeringen Poul Hartling             | 19. december 1973  | Venstre | 13. februar 1975 (1 år og 56 dage)    |                                     |
| 58. | Regeringen Anker Jørgensen II        | 13. februar 1975   | Socialdemokratiet | 30. august 1978 (3 år og 198 dage)    |                                     |
| 59. | Regeringen Anker Jørgensen III       | 30. august 1978    | Socialdemokratiet, Venstre | 26. oktober 1979 (1 år og 57 dage)    | SV-regeringen                       |
| 60. | Regeringen Anker Jørgensen IV        | 26. oktober 1979   | Socialdemokratiet | 30. december 1981 (2 år og 65 dage)   |                                     |
| 61. | Regeringen Anker Jørgensen V         | 30. december 1981  | Socialdemokratiet | 10. september 1982 (0 år og 254 dage) |                                     |
| 62. | Regeringen Poul Schlüter I           | 10. september 1982 | Det Konservative Folkeparti, Venstre, Centrum-Demokraterne, Kristeligt Folkeparti | 10. september 1987 (5 år og 0 dage)   | Firkløverregeringen                 |
| 63. | Regeringen Poul Schlüter II          | 10. september 1987 | Det Konservative Folkeparti, Venstre, Centrum-Demokraterne, Kristeligt Folkeparti | 3. juni 1988 (0 år og 267 dage)       | Firkløverregeringen                 |
| 64. | Regeringen Poul Schlüter III         | 3. juni 1988       | Det Konservative Folkeparti, Venstre, Det Radikale Venstre | 18. december 1990 (2 år og 198 dage)  | KVR-regeringen                      |
| 65. | Regeringen Poul Schlüter IV          | 18. december 1990  | Det Konservative Folkeparti, Venstre | 25. januar 1993 (2 år og 38 dage)     | KV-regeringen                       |
| 66. | Regeringen Poul Nyrup Rasmussen I    | 25. januar 1993    | Socialdemokratiet, Centrum-Demokraterne, Det Radikale Venstre, Kristeligt Folkeparti | 27. september 1994 (1 år og 245 dage) | Rødkløverregeringen                 |
| 67. | Regeringen Poul Nyrup Rasmussen II   | 27. september 1994 | Socialdemokratiet, Det Radikale Venstre, Centrum-Demokraterne | 30. december 1996 (2 år og 94 dage)   |                                     |
| 68. | Regeringen Poul Nyrup Rasmussen III  | 30. december 1996  | Socialdemokratiet, Det Radikale Venstre | 23. marts 1998 (1 år og 83 dage)      | SR-regeringen                       |
| 69. | Regeringen Poul Nyrup Rasmussen IV   | 23. marts 1998     | Socialdemokratiet, Det Radikale Venstre | 27. november 2001 (3 år og 249 dage)  | SR-regeringen                       |
| 70. | Regeringen Anders Fogh Rasmussen I   | 27. november 2001  | Venstre, Det Konservative Folkeparti | 18. februar 2005 (3 år og 83 dage)    | VK-regeringen                       |
| 71. | Regeringen Anders Fogh Rasmussen II  | 18. februar 2005   | Venstre, Det Konservative Folkeparti | 23. november 2007 (2 år og 278 dage)  | VK-regeringen                       |
| 72. | Regeringen Anders Fogh Rasmussen III | 23. november 2007  | Venstre, Det Konservative Folkeparti | 5. april 2009 (1 år og 133 dage)      | VK-regeringen                       |
| 73. | Regeringen Lars Løkke Rasmussen I    | 5. april 2009      | Venstre, Det Konservative Folkeparti | 3. oktober 2011 (2 år og 181 dage)    | VK-regeringen                       |
| 74. | Regeringen Helle Thorning-Schmidt I  | 3. oktober 2011    | Socialdemokratiet, Det Radikale Venstre, Socialistisk Folkeparti | 3. februar 2014 (2 år og 123 dage)    | SRSF-regeringen                     |
| 75. | Regeringen Helle Thorning-Schmidt II | 3. februar 2014    | Socialdemokratiet, Det Radikale Venstre | 28. juni 2015 (1 år og 145 dage)      | SR-regeringen                       |
| 76. | Regeringen Lars Løkke Rasmussen II   | 28. juni 2015      | Venstre | 28. november 2016 (1 år og 153 dage)  | V-regeringen                        |
| 77. | Regeringen Lars Løkke Rasmussen III  | 28. november 2016  | Venstre, Liberal Alliance, Det Konservative Folkeparti | 27. juni 2019(2 år og 201 dage)       | VLAK-regeringen Trekløverregeringen |
| 78. | Regeringen Mette Frederiksen         | 27. juni 2019      | Socialdemokratiet | 15. november 2022 (3 år og 150 dage)  |                                     |
| 79. | Regeringen Mette Frederiksen II      | 15. december 2022  | Socialdemokratiet, Venstre, Moderaterne | 2 år og 95 dage                       | SVM-regeringen                      |

## Uofficielle
Regeringen Scavenius ophørte med at fungere 29. august 1943 men bestod formelt frem til 5. maj 1945. I praksis videreførtes rigets forvaltning af ministeriernes departementschefer og direktører i departementschefstyret, mens Frihedsrådet efterhånden kom til at fremstå som en alternativ regering, der især koordinerede modstanden mod den tyske besættelse, herunder de forskellige modstandsgruppers arbejde.
| "Regering"             | Fra                | Partier                                                                      | Kaldenavn    |
| ---------------------- | ------------------ | ---------------------------------------------------------------------------- | ------------ |
| Departementschefstyret | 29. august 1943    | Embedsmænd                                                                   |              |
| Danmarks Frihedsråd    | 16. september 1943 | Danmarks Kommunistiske Parti, Dansk Samling, diverse modstandsorganisationer | Frihedsrådet |